# Pyrrharctia californica
Pyrrharctia californica là một loài bướm đêm thuộc phân họ Arctiinae, họ Erebidae.